# Automobiles Alpine
Société des Automobiles Alpine SAS, cunoscut în mod obișnuit ca Alpine (pronunție în franceză [alpin(ə)]), este un producător de automobile francez înființat în 1955. Însă, marca de automobile Alpine a fost creată cu un an în urmă, în 1954. 
Jean Rédélé, fondatorul companiei, avea inițial un garaj în Dieppe care a început să aibă succes în sporturile cu motor, utilizând una dintre puținele mașini franțuzești care au fost produse imediat după cel de-al Doilea Război Mondial, Renault 4CV. Compania avea relații strâns legate de Renault de-a lungul istoriei sale, și a fost eventual cumpărată de aceasta în 1973.
Departamentul de competiții Alpine a fost incorporat în Renault Sport în 1976, iar producția de modele cu sigla Alpine a încetat în 1995. Marca Alpine a fost relansată odată cu prezentarea noului Alpine A110 în 2017. În ianuarie 2021, ca parte a unei restructurări, Renault a anunțat că Renault Sport va fi incorporat înapoi în Alpine pentru a forma o nouă unitate de afaceri.

## Modele

### Modele actuale
- Alpine A110 (2017-)
- Alpine A290 (2024-)
- Alpine A390 (2025-)

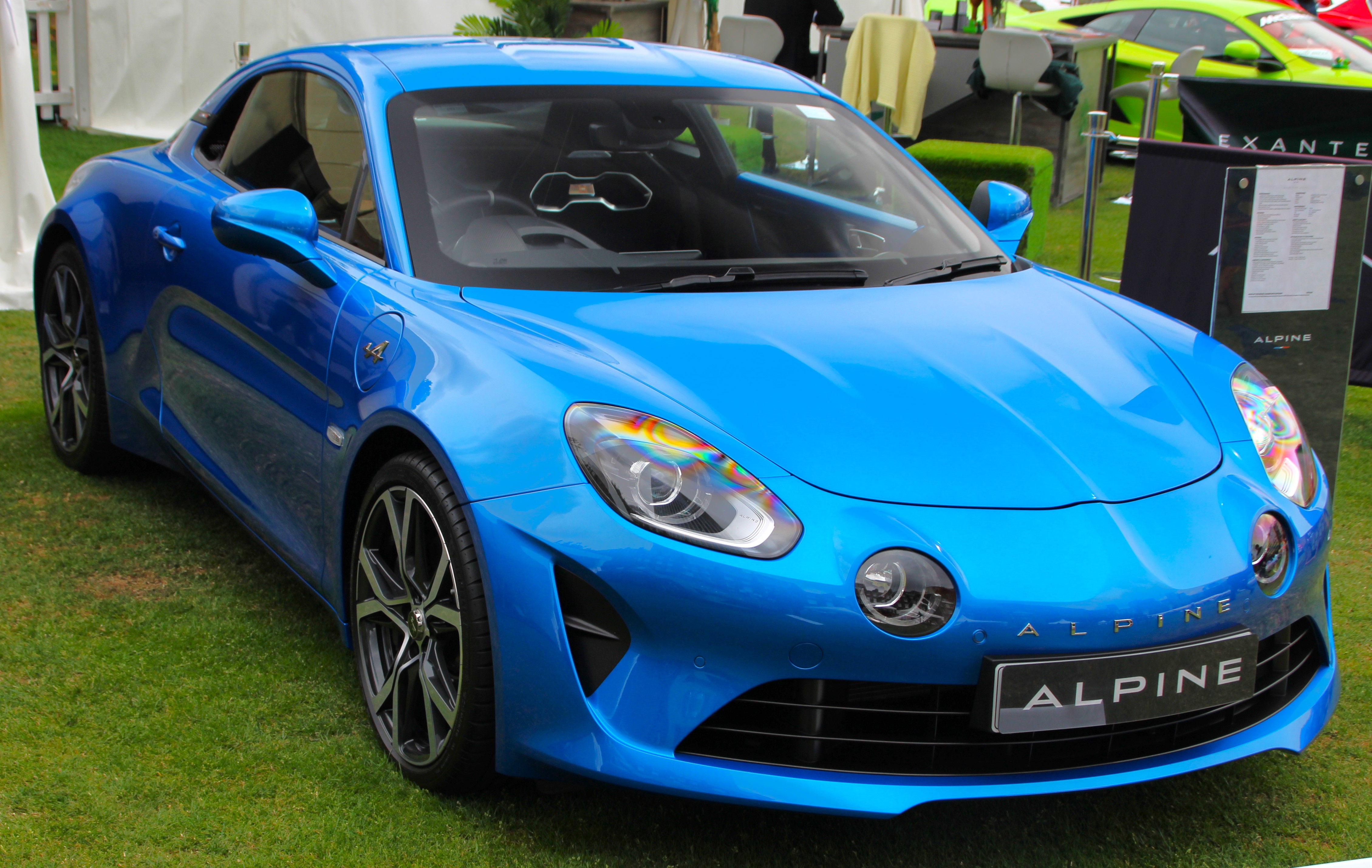
Alpine A110
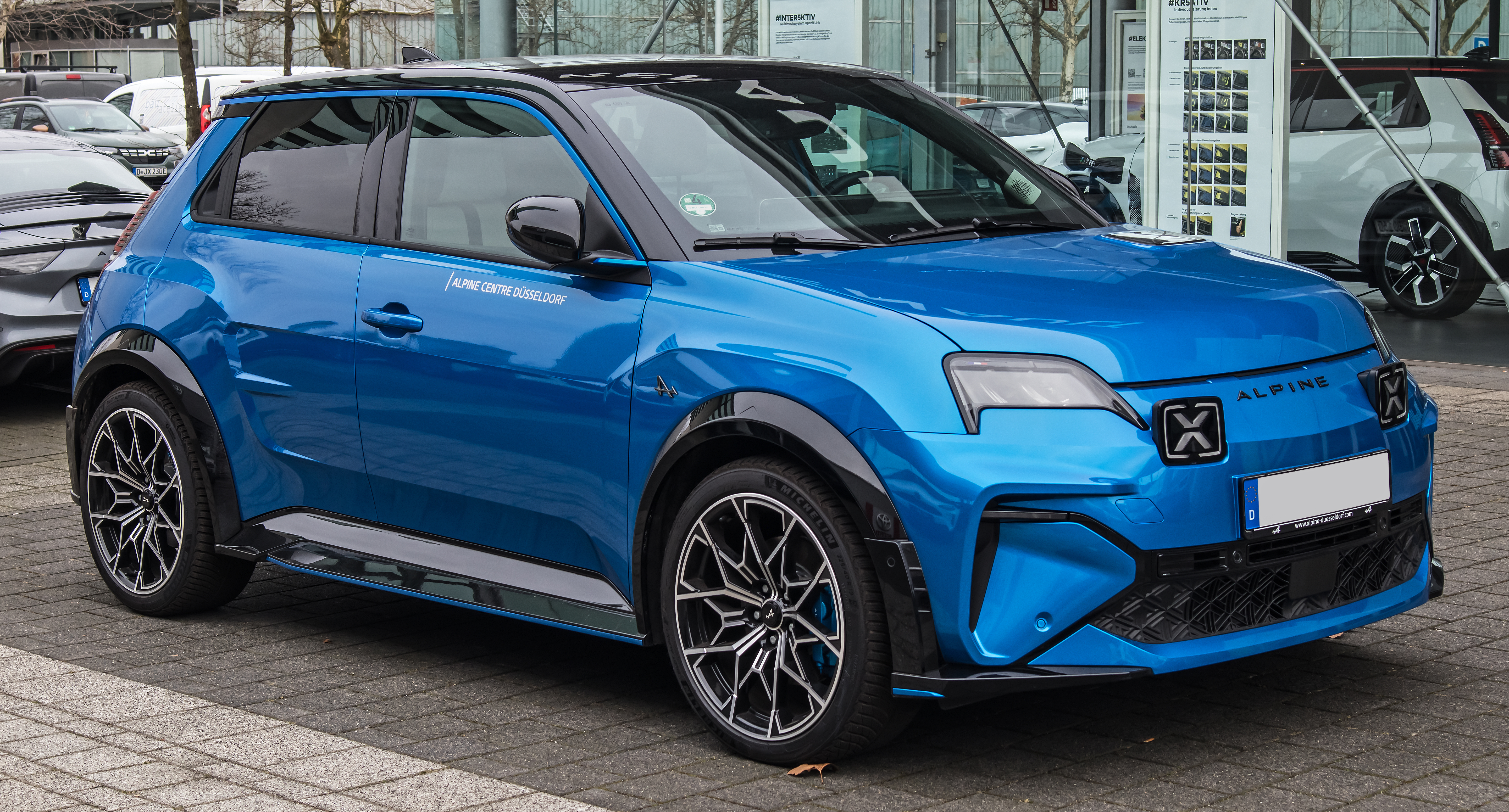
Alpine A290

### Modele istorice
- Alpine A106 (1955-1961)
- Alpine A108 (1958-1965)
- Alpine A110 (1962-1977)
- Alpine GT4 (1963-1969)
- Alpine A310 (1971-1984)
- Alpine GTA (1984-1991)
- Alpine A610 (1991-1995)

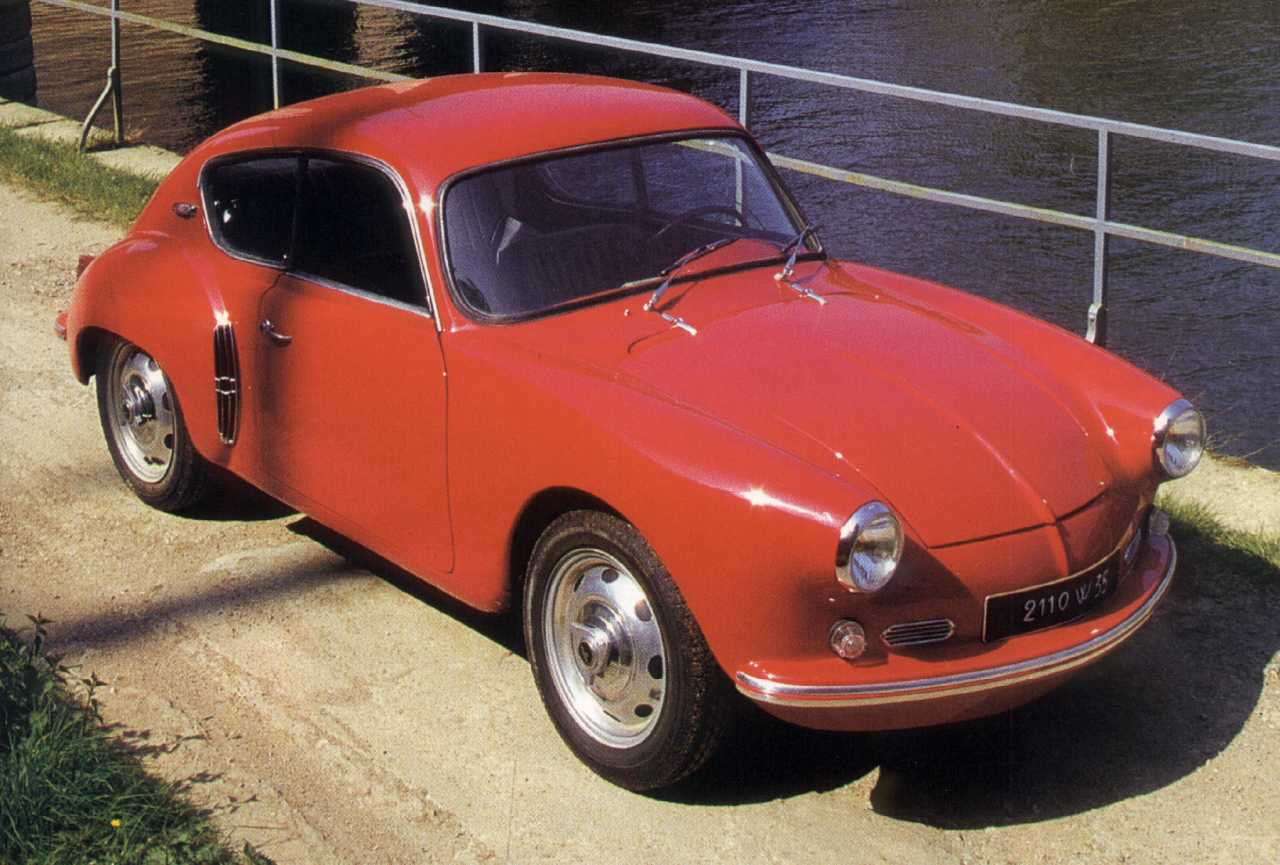
Alpine A106
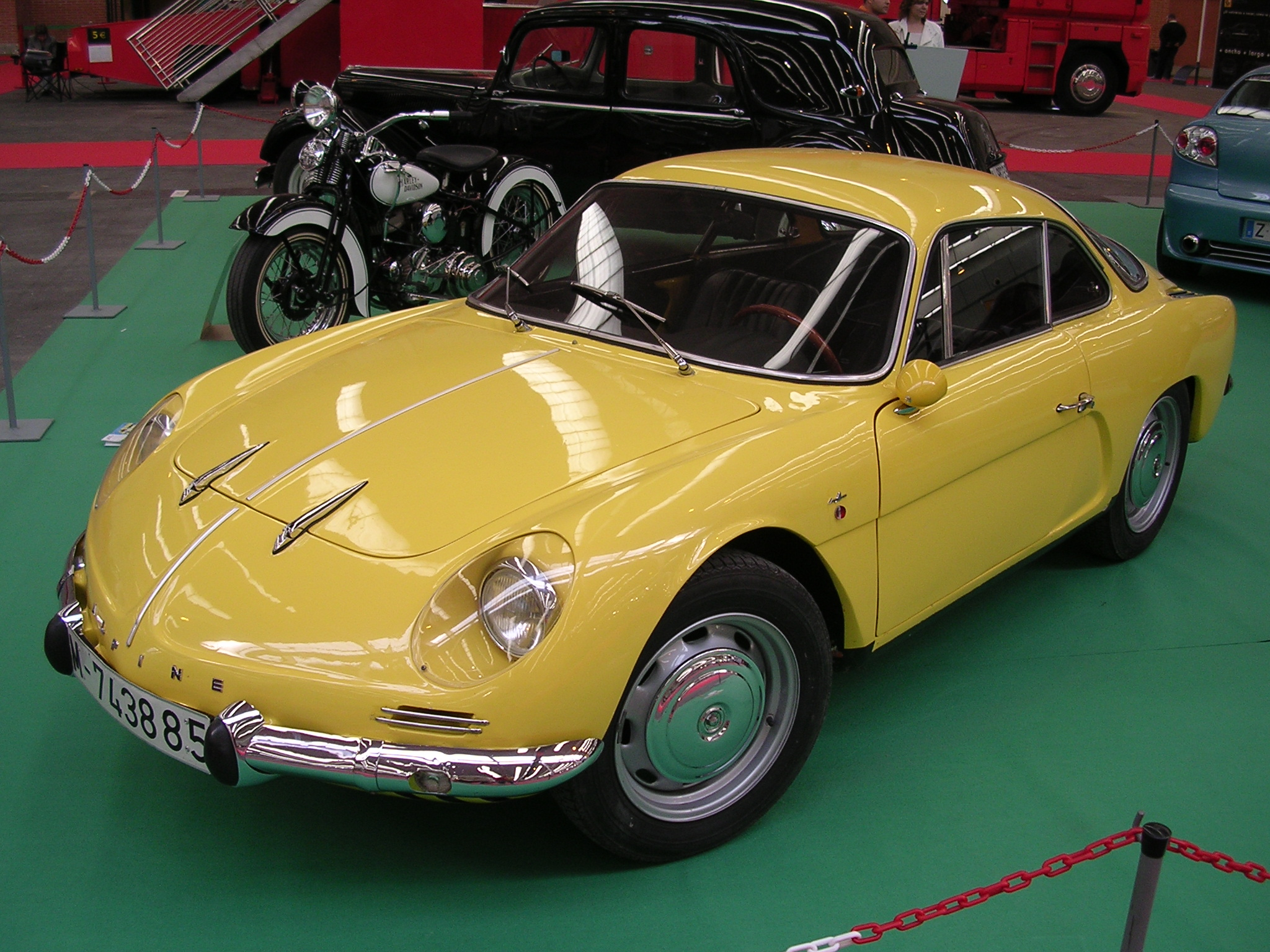
Alpine A108
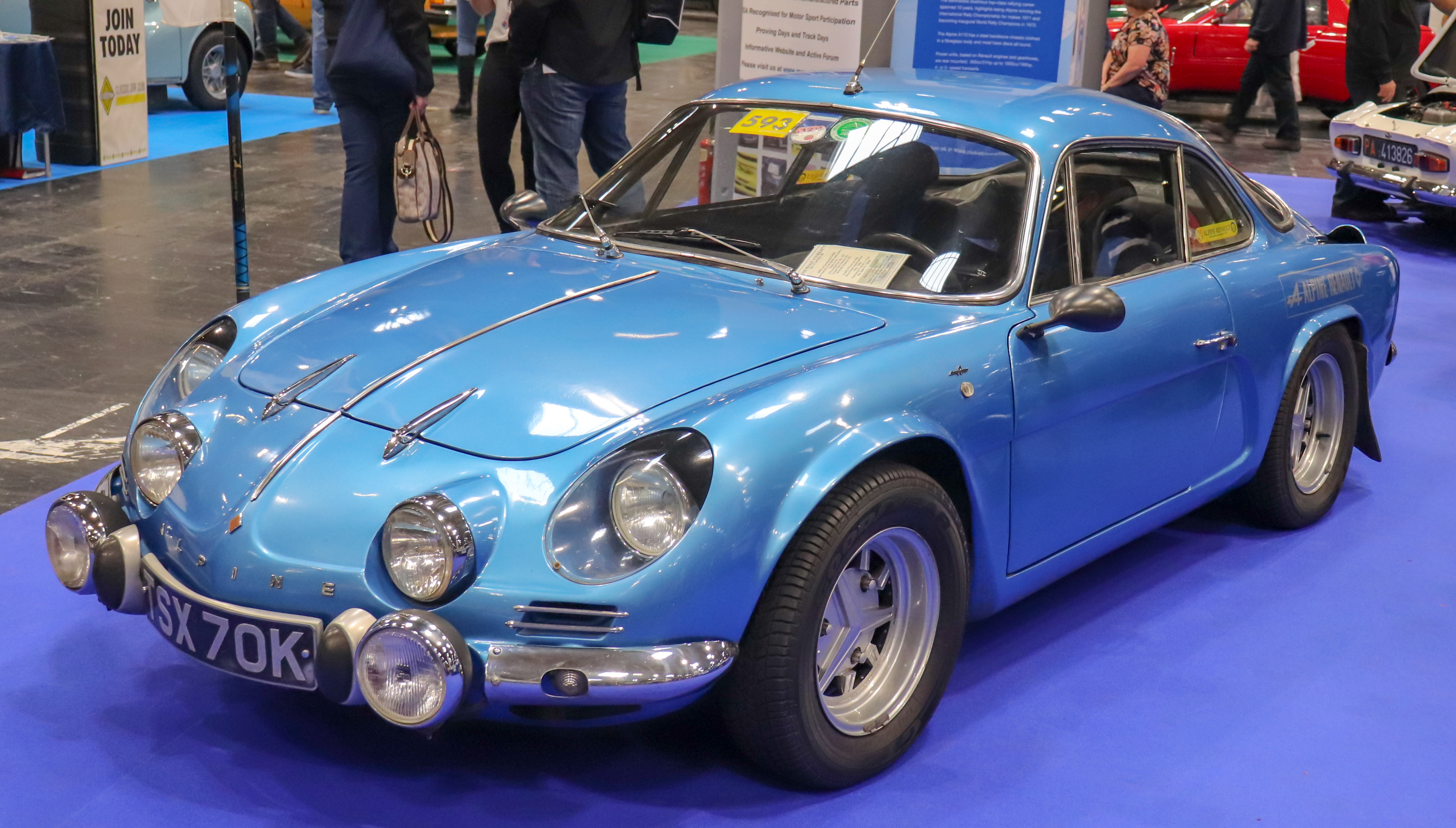
Alpine A110
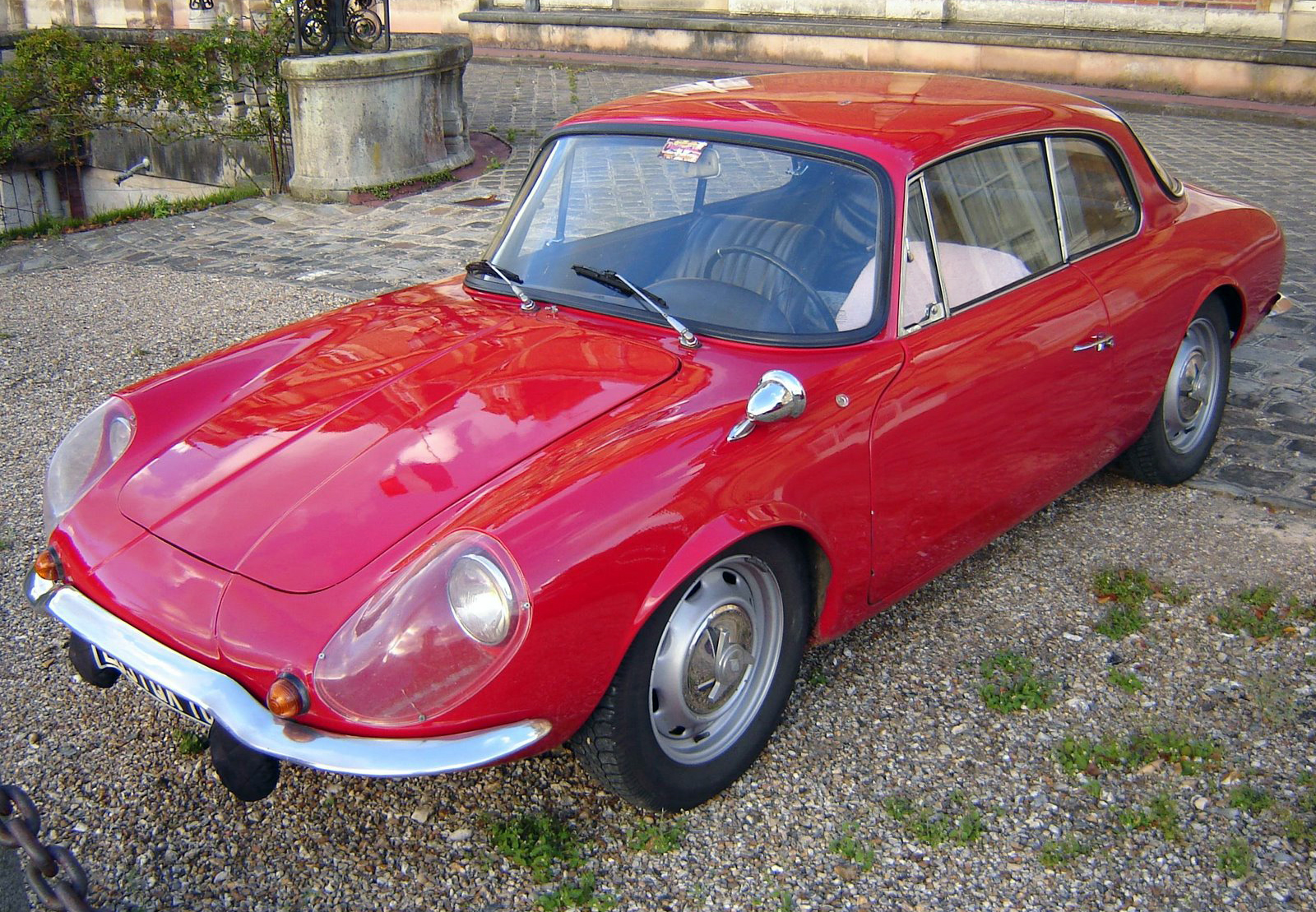
Alpine GT4
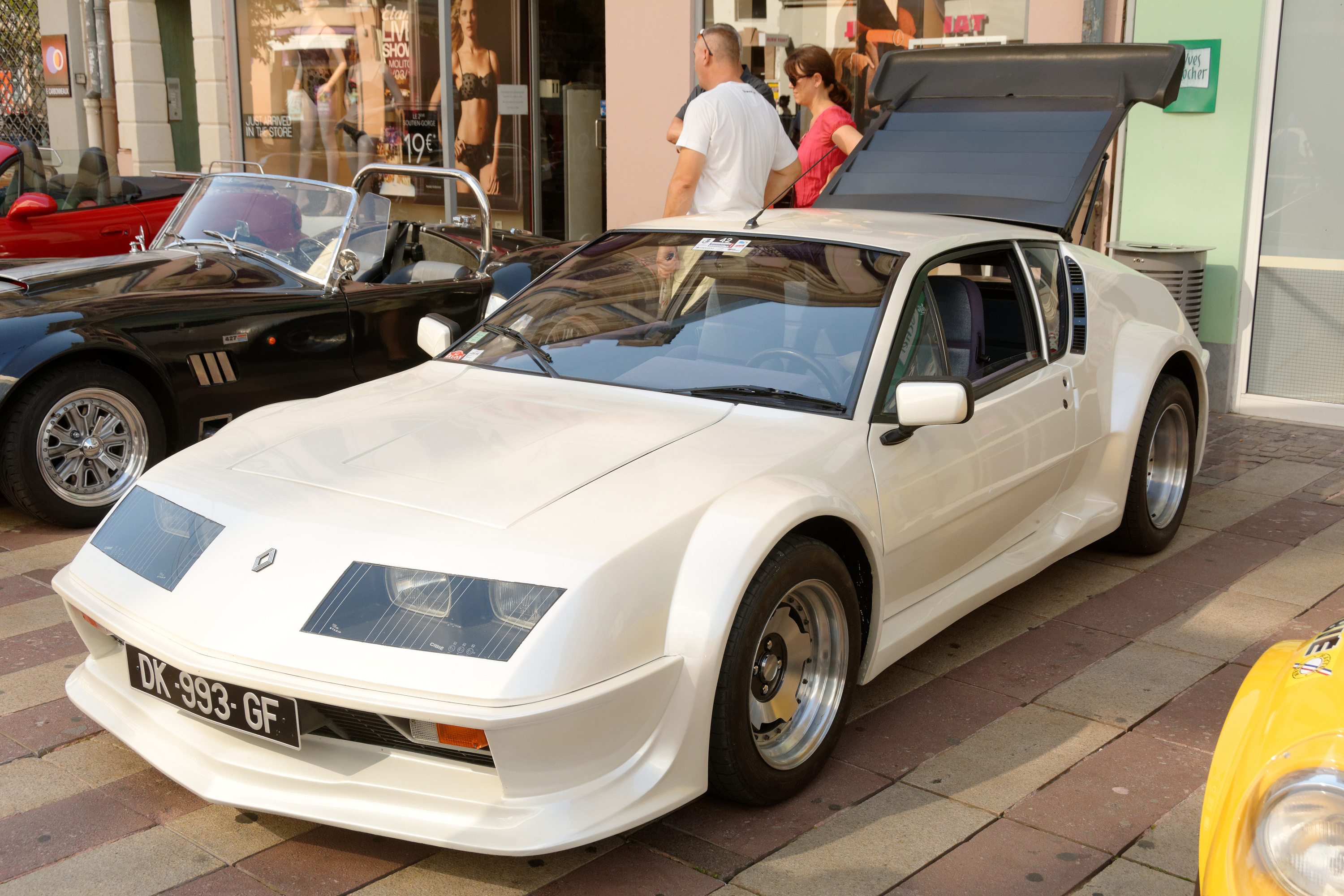
Alpine A310
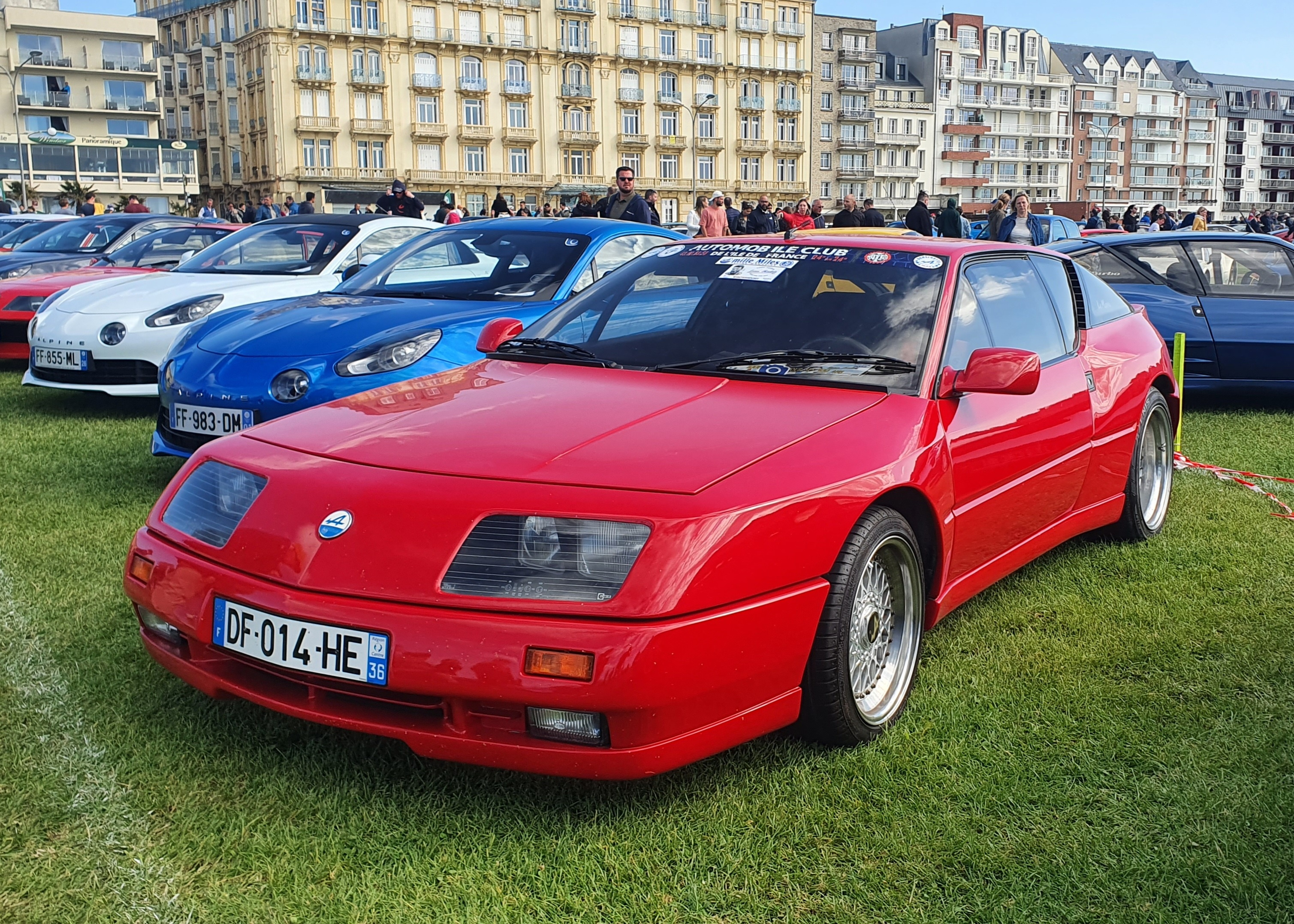
Alpine GTA
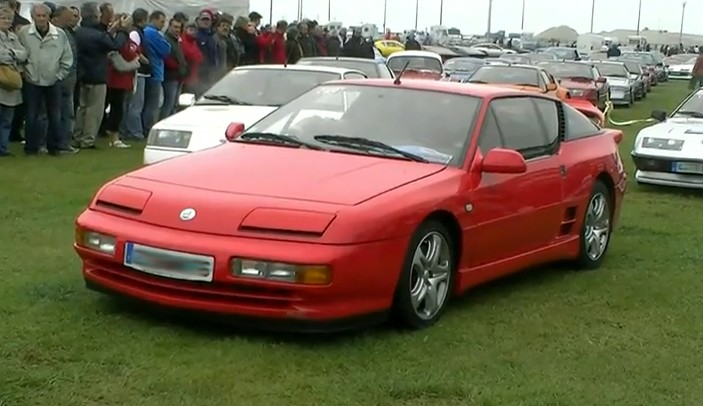
Alpine A610

### Concepte
- Renault Alpine A110-50 (2012)
- Alpine Vision Gran Turismo (2015)
- Alpine Vision (2016)
- Alpine Alpenglow (2022)
- Alpine A290_β (2023)
- Alpine A390_β (2024)

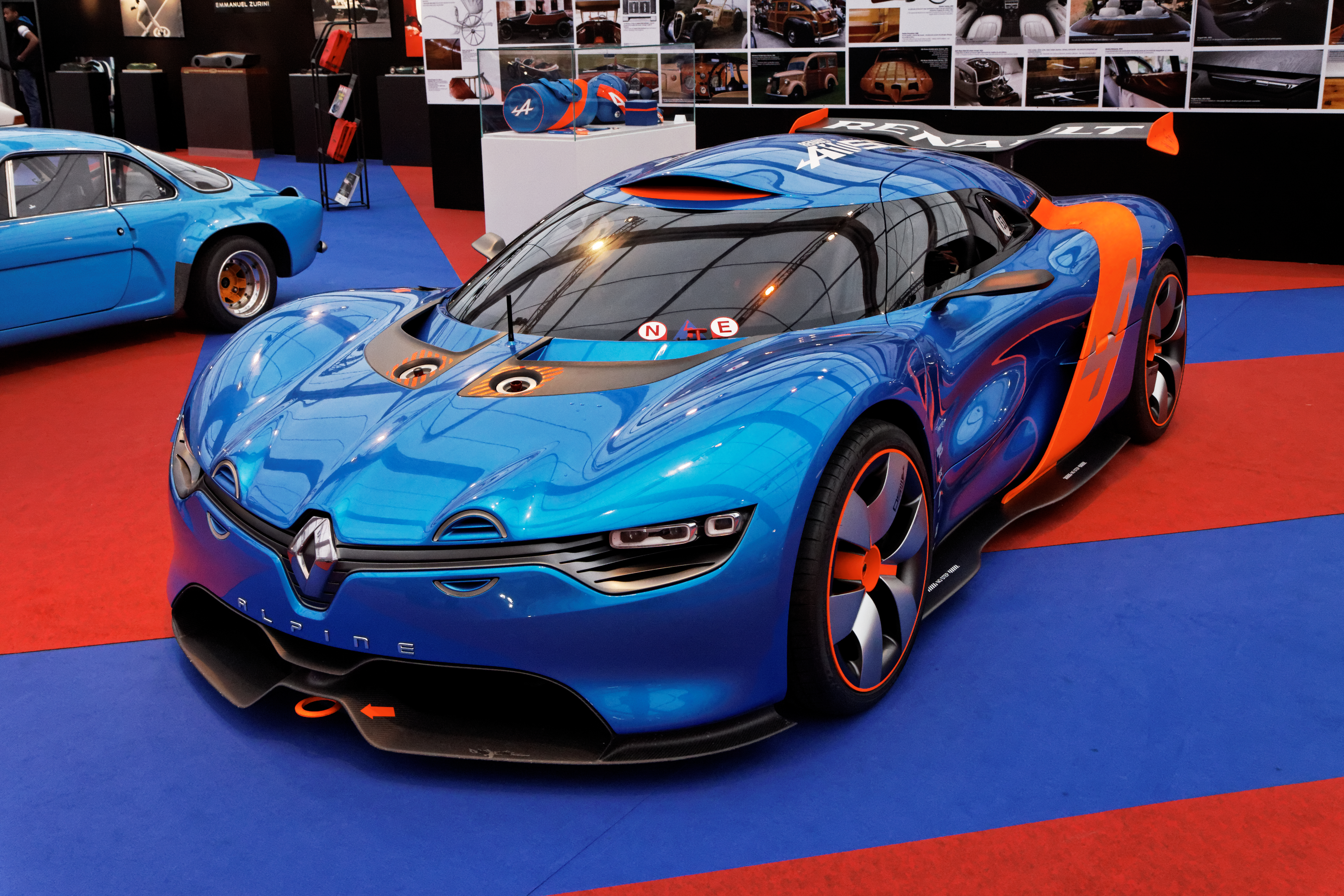
Renault Alpine A110-50
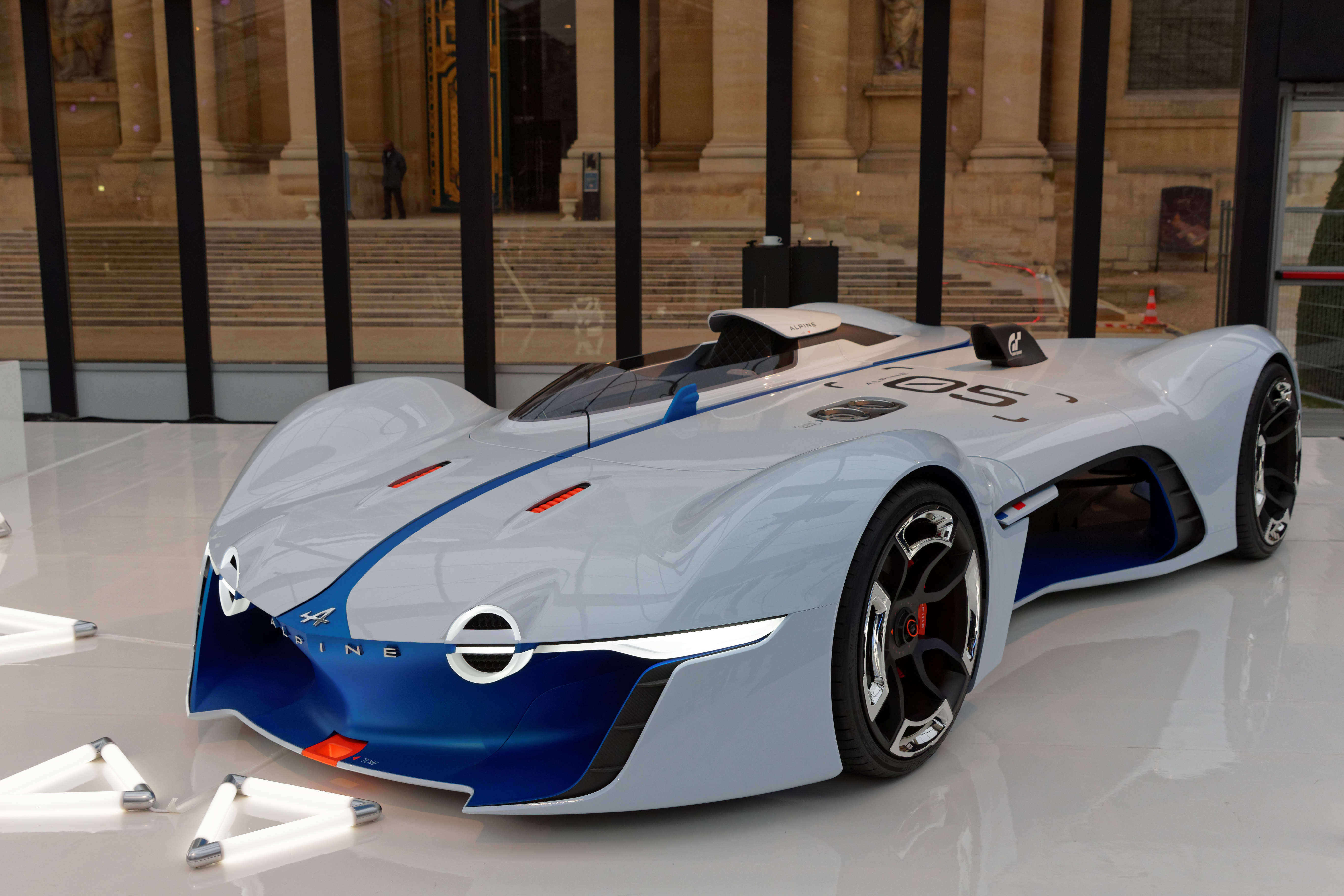
Alpine Vision Gran Turismo
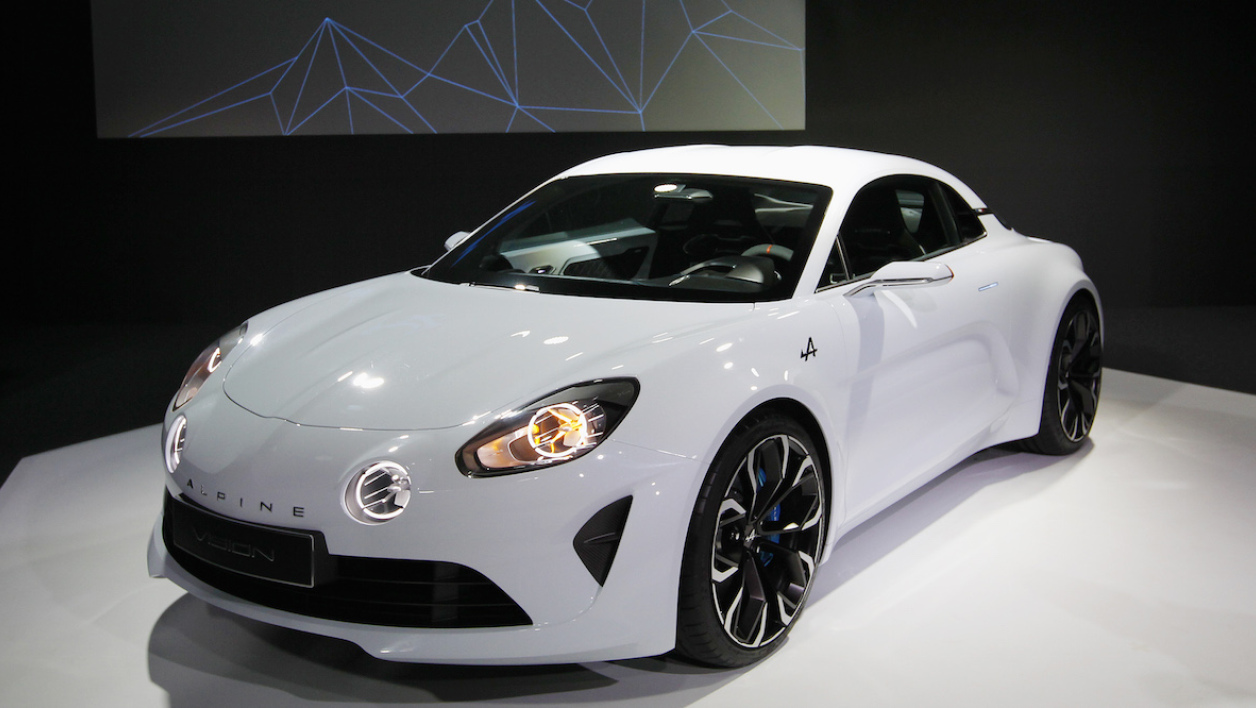
Alpine Vision
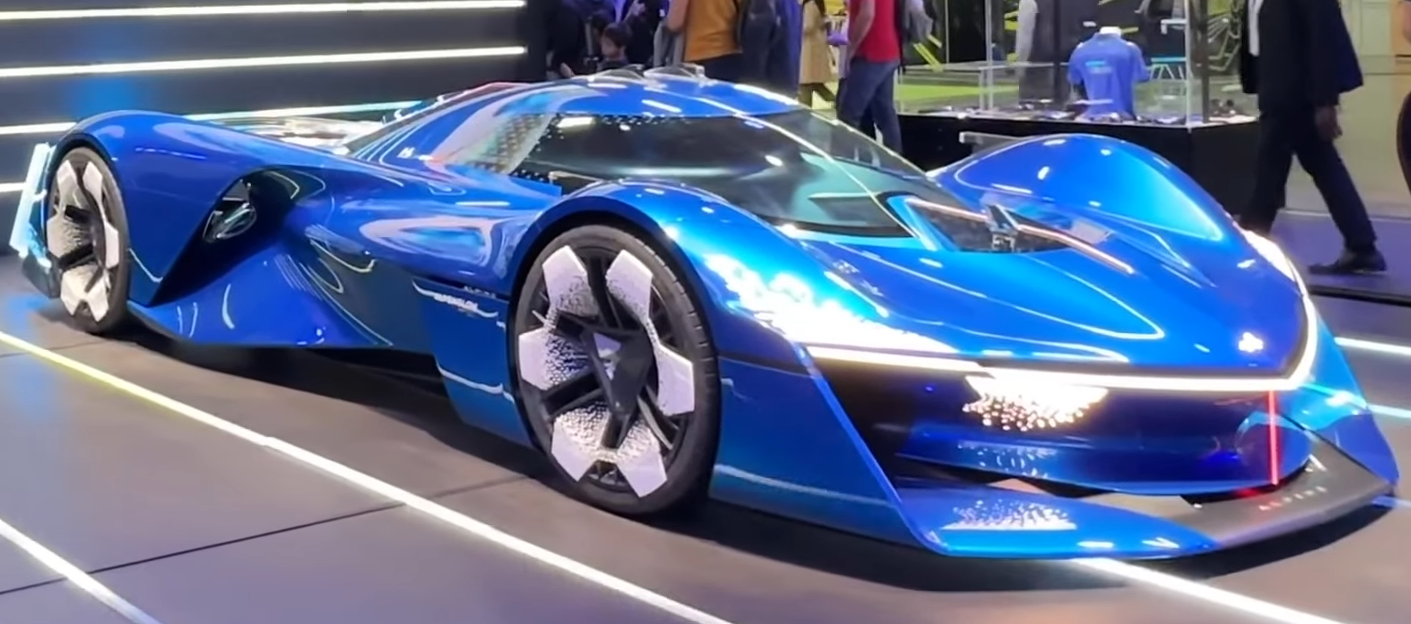
Alpine Alpenglow
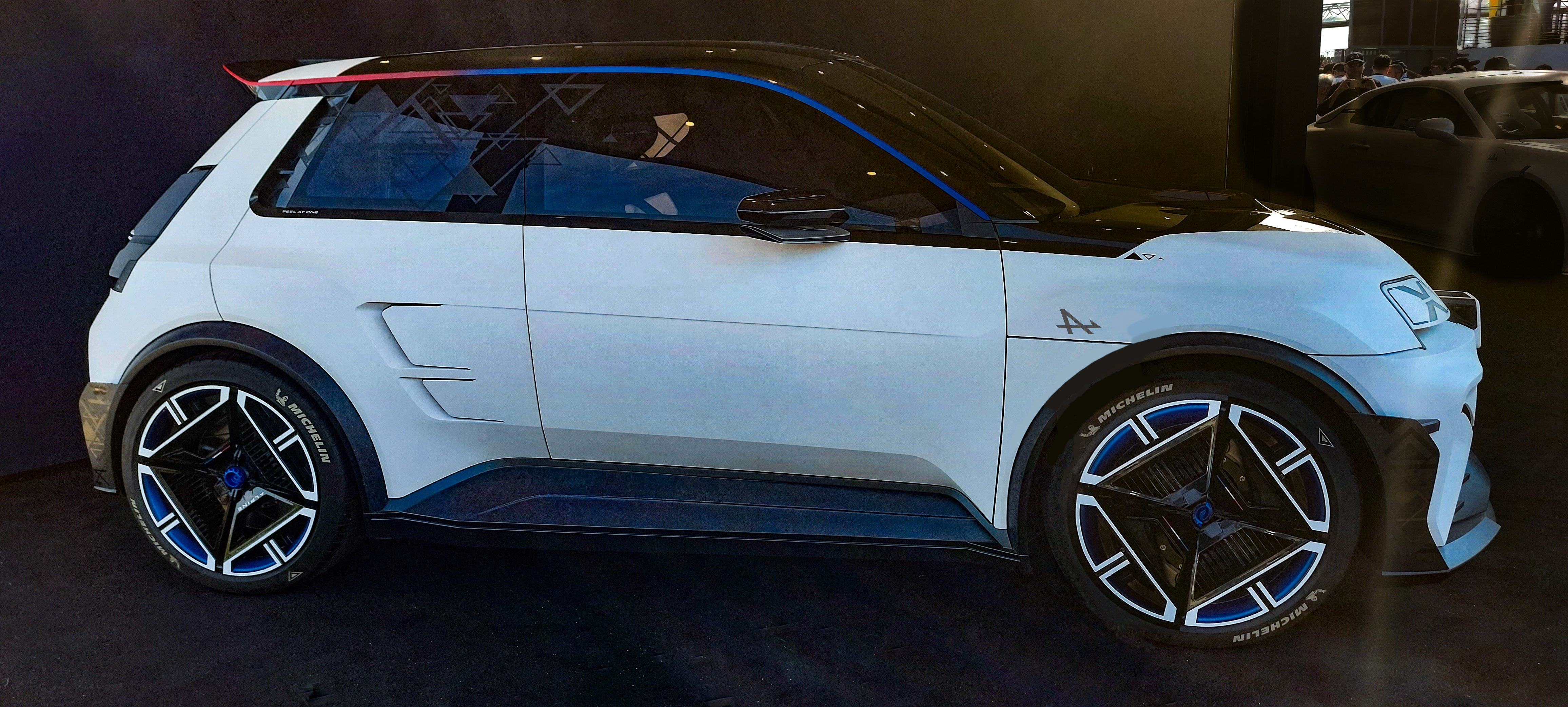
Alpine A290_β
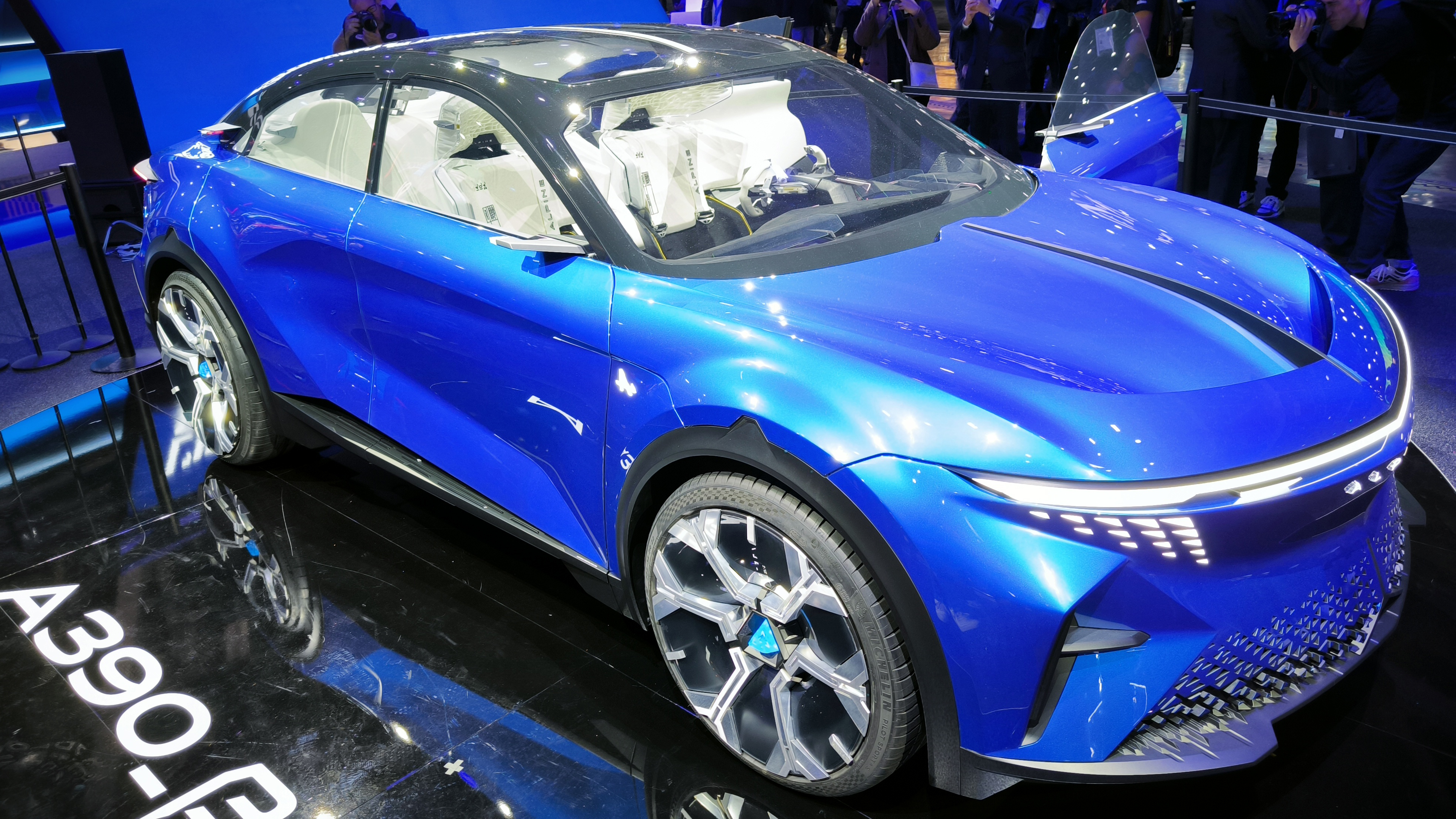
Alpine A390_β

## Premii

### Mașina Anului în Europa
- 2025 – Alpine A290[5]